# 片山圭司
片山 圭司・カタヤマケイジ（かたやま けいじ、1961年7月25日 - ）は、日本の歌手、作曲家。大阪府出身。血液型はA型。

## 来歴
1984年 - ポリスターからソロアルバム「ODESSA LIFE」でメジャー・デビュー。松本孝弘らをサポートミュージシャンとして迎えた。
1986年 - 増崎孝司（DIMENSION）らとBLUEWを結成。以降、東芝EMIから4枚のアルバム・4枚のシングルを発表。「夜のヒットスタジオ」等にも出演。この頃から浜田麻里、TUBE前田亘輝等有名アーティストに楽曲を提供。声優の山口勝平のオリジナルアルバムのプロデュース等も手がける。
1989年 - BLUEW時代の「LINDA（リンダ）」が香港四天王・張学友にカバーされ中国・香港・台湾・東南アジアで大ヒット。
1990年 - コカ・コーラ、トヨタ等のCMソングやアニメソングを歌唱。サンスター・VO5のCM「泣かないで枝毛」は各方面で評判となる。千葉ロッテマリーンズ球団応援歌「We Love Marines」歌唱もこの当時の作品。
1993年 - 前田亘輝のソロアルバム『GAMBLE』に提供した楽曲「泣けない君へのラブソング」が、再び張学友によりカバーされ「一路上有你」として現地で国民的楽曲となる大ヒット。現在も現地で絶大な人気を誇る国民的楽曲として、若手アーティストの周杰倫や飛輪海らによって再びカバーし続けられている。
1994年 - 広瀬さとし（44マグナム）、山下昌良（LOUDNESS）、エリック・ゼイの3人とspAed（スペイド）を結成。以降、日本コロムビアから、3枚のアルバム・2枚のシングルを発表。
1999年 - 全ての世代への”歌”の指導と、後進の育成・プロデュースにも力を入れるべく、カタヤマケイジヴォーカルスクール「VOICEMAN」を開講。メジャーシーンでの経験を元に独自の理論を創り上げ、歌はもとより作詞、作曲等総合的なレッスンを行っている。また積極的に生徒達に発表の場を設け、時代を担う才能を各方面に送り出している。
2003年 - 日本文化振興会社会文化功労賞最終選考にノミネートされる。
2004年 - カタヤマスピリッツ！結成。ティアラこうとうにて江東区の共催事業として定期的にコンサートを行う傍ら、広くバンドマン育成のためのプロアマ混合のセッションイベントも定期的に主催。
2007年 - 東京工学院専門学校ミュージック科ヴォーカル講師に就任。日本橋三越カルチャーサロン講師。
2008年 - カシオペア鳴瀬喜博ソロアコースティックユニットにゲストボーカルとして参加。
2009年 - ブルースターミュージックジャパンよりBLUEW時代の「リンダ」を含むマキシシングルを発表。
2011年 - 公益財団法人江東区文化コミュニティ財団にて「ヴォイストレーニング＆J-POPの名曲を歌おう！」講座を開設。
2013年 - カタヤマケイジ・コンサートをティアラこうとうにて毎年開催。
2016年 - 2018年 - 江東シーサイドマラソンにて国歌独唱。
2020年 - 八代亜紀50周年記念シングル『ワタシウタ』に楽曲提供（作詞・作曲、編曲（鎌田雅人と共同）。
2021年 - ヴォーカルユニット「720」結成。
2023年 - 野球人気YouTuber球団 パワフルスピリッツ球団歌「野球しようぜ」歌唱。歌う楽しさ声を出す喜びを沢山の人に伝えるイベント「みんなが歌うコンサート」をティアラこうとうにて開催。
2024年 -「みんなが歌うコンサート2」ジーンズで歌う70年代青春ソングをティアラこうとうにて開催。カタヤマケイジ・デビュー40周年コンサートをティアラこうとうにて開催。

## ディスコグラフィー
BLUEWの楽曲は「BLUEW」、spAedの楽曲は「spAed」を参照。

### シングル
1. 「魔人Vが行く」（1991年6月21日） - タケダ「アリナミンVドリンク」CMソング ※CM NETWORK名義
2. 「CM DISCO'97」（1991年9月21日） ※CM NETWORK名義
3. 「GO!GO!貴花田」「カゼに負けるなベイビー」（1991年12月16日） ※CM NETWORK with 坪倉唯子名義）
4. 「絶対負けない」（1992年7月22日） - テレビ東京系アニメ『見ると強くなる 痛快!横綱アニメ ああ播磨灘』オープニング
5. 「MY BIRD,SWEET HOME」（1992年9月23日） - スズキ・カルタスCMソング ※M・J
6. 「へべれけ」（カタヤマスピリッツ!）（2009年7月31日）
7. 「鎮魂歌」（2013年）
8. 「あの頃へ」（2015年）
9. 「Game」（720）（2021年11月21日）
10. 「海よりも青い空よりも」（2022年11月12日）

### アルバム
1. 「ODESSA LIFE」（1984年8月26日）
2. 「風林火山」（2019年11月17日）
3. 「RED VEST」ミニアルバム（2021年11月21日）

### その他
- ROYAL STRAIGHT SOUL Ⅲ Vol.1（1992年7月22日、BMGビクター） - オムニバスアルバム。7曲目「LET IT BE」（原曲：ビートルズ）で参加
- SING!! 〜SEGA GAME MUSIC presented by B.B.Queens（1992年8月12日、BMGビクター） - B.B.クィーンズの4枚目のアルバム。7曲目「BURININ LOVE」（"片山圭司&大黒摩季"名義）、8曲目「（I Fight）FIRE WITH FIRE」で参加
- We Love Marines（1992年2月9日） - 千葉ロッテマリーンズ球団応援歌。「唄うマリーンズ」名義
- 角川書店東京情報誌 "ZIPANG"（世界中のマルコポーロ編）

## 作曲提供
- 浜田麻里
  - 「LOVE AND FREE」「PROMISED IN THE HISTORY」（1986年9月5日）
  - 「FEARLESS NIGHT」「SATURATION」「FALL IN LOVE」（1987年9月1日）
- 前田亘輝
  - 「DO YOU WANNA?」「O, B. ZONE」（1990年12月21日）
  - 「ルーレット」「泣けない君へのラブソング」（1991年12月12日）
- ジャッキー・チュン（張学友）
  - 「一路上有你」「分手總要在雨天」（北京語広東語、「泣けない君へのラブソング」のカバー）
  - 「LINDA」（BLUEW「リンダ」のカバー）
- 山口勝平
  - シングル「ROLLIN'」アルバム「A BOY」プロデュース
- 茅野佐智恵
  - 「最初の風」
- 八代亜紀50周年記念シングル「ワタシウタ」作詞・作曲、編曲（鎌田雅人と共同）（2020年3月11日）（情報ライブ ミヤネ屋エンディングテーマ）

## CMソング
- サンスター「VO5」『泣かないで枝毛』
- コカ・コーラ・ライト『グライダー編』
- ウテナリテイジ「All My Love」
- 日産自動車「日産・シルビア」「ニューシルビア」『この胸のときめきを』
- 小僧寿し - テーマ作曲
- タケダ「アリナミン|アリナミンVドリンク『魔人Vが行く』篇
- スズキ・カルタス「MY BIRD,SWEET HOME」

## ナレーション
- 参天製薬「サンテFX」

## アニメソング
- ああ播磨灘　主題歌「絶対負けない」歌・作詞・作曲
- ドラゴンズヘブン　主題歌「明日を抱きしめて」作曲
- アイドル伝説えり子　主題歌「ウォリアー」作曲、挿入歌「ローリングナイト」作曲
- ザ・ボーグマン・ラストバトル　エンディングテーマ「青春のモニュメント」作曲・編曲

## レコーディング参加
- 樋口宗孝「ディストラクション 〜破壊凱旋録〜」
- 坪倉唯子「やさしく歌って」
- Mi-Ke「懐かしのブルーライトヨコハマヨコスカ」